# Campanya del Khuzestan (1393)
La campanya de Khuzestan fou una sèrie d'operacions militars dutes a terme per les forces de Tamerlà al Khuzestan el 1393.
Onze dies després d'acabar les operacions al Lur-i Kučik, Timur va arribar al pont del riu Abzal, a la vora de Dizful, que era de pedra i rajola cuita i estava format per 28 arcs grans i al costat de cada gran un de petit; a Dizful hi va arribar via Samra i el governador Shams al-Din va oferir 20 caixes de plata i cavalls que Timur va agafar i va seguir endavant cap a Shushtar.
Umar Xaikh va perseguir a Malik Izz al-Din cap el castell de Munkere; en aquesta zona va fer una recerca minuciosa però no va tenir notícies dels fugitius; va sotmetre diverses poblacions i viles de la plana i muntanya i finalment es va anar a reunir amb l'exèrcit imperial al pont de l'Abzal.
Pel seu costat Miran Shah, que venia amb l'equipatge, va arribar a Kaixan on el governador Malek Sarbadar, que governava en nom de Shah Mansur de Fars i Khuzestan al saber que arribava va enviar un correu a demanar quarter; li fou atorgat i se li va concedir vesta de honor i va passar al servei de Miran Shah. Timur va enviar a Umar Xaikh cap a Huwayza que estava governada per Islam en nom de Shah Mansur; Islam no va oferir resistència i va fugir i el príncep hi va poder entrar sense lluita.
Timur va acampar a la vista de Xuixtar a la vora del riu Txehar Donke. Ali Kutwal i l'amir Isfandiyar Nami que governaven Xuixtar per compte de Shah Mansur, van fugir cap a Siraz i els notables de la ciutat van anar a oferir la seva submissió que fou acceptada. Khwaja (o Khoja) Masud Sabzawari amb 1000 homes es va establir com a guarnició de Xuixtar mentre Hasan-i-Rashid amb un altre contingent, s'establia a Huwayza; un oficial khurasani havia estat l'encarregat de la guarnició de Dizful. La regió de Xuixtar (i en alguns casos la pròpia ciutat) fou saquejada i els soldats es van emportar molts cavalls i mules. Timur va passar el riu i es va dirigir cap a un bosc de palmeres fora de la ciutat on se la van reunir els prínceps Pir Muhammad i Muhammad Sultan que venien del Luristan. Finalment tot l'exèrcit imperial es va reunir en aquest lloc.